# Mensageiras do Amor Divino
As Mensageiras do Amor Divino (MAD) é uma congregação religiosa católica feminina fundada em Aparecida, São Paulo, Brasil, por Felicy Braga e pelo Padre Eduardo Henrique Moriarty, CSsR, em 1953.

## História
Em 15 de outubro de 1953, durante um retiro no Carmelo de Santa Teresinha, em Aparecida, a professora Felicy Braga decidiu consagrar sua vida a Deus e convidar outras mulheres para acompanhá-la nesta missão. Tomando o padre redentorista Eduardo Moriarty como diretor espiritual, este as exortou a se voltarem para a vida de graça, para o amor de Deus para com a humanidade. Daí surgiu o nome da nova congregação: ser no mundo e para o mundo mensageiras do Amor Divino.
Em 17 de maio de 1950, Felicy e mais duas jovens, Rosária de Sousa e Teresinha de Jesus Campos, saíram de suas casas e passaram a morar juntas numa casa modesta defronte à Santa Casa de Misericórdia, no centro de Aparecida. Desde o primeiro dia, elas tiveram um programa, um horário e uma regra de vida escrita pelo Pe. Eduardo Moriarty, fundamentada no Evangelho e inspirada no seguimento de Jesus.
Atualmente, as Mensageiras do Amor Divino possuem casas em quatro estados brasileiros — São Paulo, Bahia, Paraná e Minas Gerais — desenvolvendo projetos sociais, e também atua internacionalmente em Angola e na Itália.
Em janeiro de 2014, a congregação realizou seu sexto capítulo geral no qual elegeram como superiora geral a Irmã Kátia Regina Sagateli, MAD.